# Nepenthes alata
Espèce
Classification APG III (2009)
Statut de conservation UICN

 LC  : Préoccupation mineure
Statut CITES
Nepenthes alata  est une plante carnivore originaire des îles Philippines, et qui pousse à des altitudes très variables : de 800 à 2 400 m.

## Étymologie
Alatus en latin signifie « aile » et fait référence à la morphologie des urnes.